# Tre Valli Varesine 1995
La Tre Valli Varesine 1995, settantacinquesima edizione della corsa, si svolse il 23 agosto 1995 su un percorso di 210 km. La vittoria fu appannaggio dell'italiano Roberto Caruso, che completò il percorso in 5h25'30", precedendo i connazionali Angelo Lecchi e Stefano Colagè.
Sul traguardo di Sesto Calende 51 ciclisti, sui 118 partiti da Varese, portarono a termine la competizione.

## Ordine d'arrivo (Top 10)
| Pos. | Corridore          | Squadra                | Tempo    |
| ---- | ------------------ | ---------------------- | -------- |
| 1    | Roberto Caruso     | ZG Mobili-Selle Italia | 5h25'30" |
| 2    | Angelo Lecchi      | Brescialat-Fago        | a 18"    |
| 3    | Stefano Colagè     | ZG Mobili-Selle Italia | s.t.     |
| 4    | Davide Perona      | Lampre-Panaria         | s.t.     |
| 5    | Davide Cassani     | MG Boys                | s.t.     |
| 6    | Michele Coppolillo | Navigare-Blue Storm    | s.t.     |
| 7    | Mariano Piccoli    | Brescialat-Fago        | s.t.     |
| 8    | Luca Gelfi         | Brescialat-Fago        | s.t.     |
| 9    | Bruno Cenghialta   | Gewiss-Ballan          | s.t.     |
| 10   | Stefano Cattai     | ZG Mobili-Selle Italia | s.t.     |